# 그리어군 (텍사스주)

텍사스주 내에서의 위치

그리어군 또는 그리어 카운티(Greer County)는 1860년 2월 8일 텍사스 입법부에 의해 설립된 과거의 군이다. 텍사스주와 미국이 자기 땅으로 주장하였다. 그리어군의 지역은 오늘날의 오클라호마에 속한다.

## 같이 보기
- 오클라호마주
- 그리어군 (오클라호마주)
- 하먼군
- 잭슨군 (오클라호마주)
- 베컴군 (오클라호마주)
- 차일드리스군
- 콜링스워스군
- 하드먼군 (텍사스주)